# 駐禁ウォーズ!!
『駐禁ウォーズ!!』（ちゅうきんウォーズ）は、原作:今井亮一、作画:ウヒョ助の漫画。副題は「交通取り締まり金脈研究」。2001年から2002年までビッグコミックスピリッツで連載されていた。連載終了後に、2005年と2006年に月刊ラジオライフで番外編が読みきりで掲載された。

## 概要
軽微な交通違反を取り締まる理不尽な警察の対応に対する一市民の奮闘劇。警察の機構・制度に対する問題点も指摘されている。
作中では主人公が違法駐車のレッカー移動をしている車両について車両ナンバーから運輸局に登録事項等証明書を請求することで所有者の名前や住所等を情報を特定する場面が存在するが、個人情報を保護する動きが高まったことから2006年の道路運送車両法改正により2006年11月19日以降は所有者でない者が車のナンバーから所有者の情報を特定が記載されている登録事項等証明書の取得するためには「私有地への放置車両の所有者確認」等といった特別な請求理由がある場合を除いて拒否させる運用になっており、本作のような形で違法駐車のレッカー移動をしている車両の詳細を知りたい目的で車両のナンバーから運輸局への請求で所有者の情報を特定することは不可能となっている。

## 登場人物
羽鳥裕子
朝月新聞社沼田支局バイト。嫌いな言葉は「妥協」。
諏訪真一郎
朝月新聞社沼田支局記者。警察に妥協する人間。
朝月新聞社沼田支局長
羽鳥に理解を示す人物。
神田桃太郎
朝月テレビの番組「激論リングス」のディレクター。
金袋フサエ
マルケイロード代表取締役。警察と組んで、違法駐車のレッカー移動の仕事を請け負っている。
稲子原カヲリ
神奈玉県警沼田署の巡査長。「駐禁の鬼ババ」と呼ばれる駐車禁止違反取締をする。
二階堂勇樹
神奈玉県警沼田署の巡査。
蛭川
神奈玉県警沼田署長。
竜崎裕鷹
警察庁交通局長。羽鳥の父親。軽微な交通違反増加に対し、行政制裁金制度を提唱している。

## 書誌情報
- 今井亮一（原作）・ウヒョ助（作画） 『駐禁ウォーズ!!』 小学館〈ビッグコミックス〉、全5巻
  1. 2001年10月30日発売[1]、ISBN 4091862136
  2. 2001年11月30日発売[2]、ISBN 4091862144
  3. 2002年2月28日発売[3]、ISBN 4091862152
  4. 2002年4月26日発売[4]、ISBN 4091862160
  5. 2002年7月30日発売[5]、ISBN 4091862179